# Моле, Луи-Матьё
Граф Луи-Матьё Моле (фр. Louis-Mathieu Molé; 24 января 1781, Париж — 23 ноября 1855, Валь-д’Уаз) — французский политический и государственный деятель, который дважды, с 6 сентября 1836 года по 31 марта 1839 года и с 23 февраля 1848 года по 24 февраля 1848 года будучи премьер-министром, возглавлял кабинет министров Франции. Член Французской академии.

## Биография
Мать Луи-Матьё — католическая блаженная Мари-Луиз де Ламуаньон. Отец Моле был судебным чиновником, казнён в 1794 году на гильотине.
Сам Моле во время революции жил в Швейцарии и в Англии.
Сочинение Луи Моле «Essai de morale et de politique», доказывавшее политическую необходимость наполеоновского режима, обратило на себя внимание французского императора. Моле был назначен префектом, генеральным директором путей сообщения, возведен в достоинство графа Империи и в 1813 году получил пост министра юстиции.
После отречении Наполеона от престола, Моле сложил с себя свои полномочия, но впоследствии примкнул к конституционным роялистам.
В 1815 году Моле возведён в пэры Франции.
В 1815—1818 годах был морским министром в кабинете Армана Эммануэля дю Плесси Ришельё.
В палате пэров он оказывал решительное сопротивление ультрареакционным мероприятиям правительства. После Июльской революции Моле получил в первом министерстве Луи-Филиппа должность министра иностранных дел и добился в этой должности признания Июльской монархии со стороны иностранных правительств, придерживаясь политики невмешательства.
В октябре 1836 года после выхода в отставку первого министерства Луи Адольфа Тьера Луи Моле было поручено образование нового, консервативного кабинета министров, в котором он занял пост министра-президента и министра иностранных дел.
Сначала одним из его товарищей был Франсуа Пьер Гийом Гизо, но в 1837 году последний вместе с своими друзьями вышел из кабинета и несколько времени спустя примкнул к большой коалиции, образовавшейся против Моле из всех оттенков оппозиции. Ему ставили в вину особенно уступчивость его по отношению к королю и слабость по отношению к иностранным державам. В марте 1839 году кабинет министров Моле пал под ударами коалиции.
Когда в феврале 1848 года король вынужден был решиться на увольнение Гизо, он хотел вновь призвать Моле, но быстрый ход событий заставил его обратиться к Тьеру и Одилону Барро.
Во время Второй республики Моле считался одним из вождей консервативной партии, но мало участвовал в прениях, а после переворота 2 декабря 1851 года окончательно самоустранился от политики.
Единственным ребёнком Луи-Матьё и его жены Каролин Лалив де ла Бриш была дочь Элизабет, и ввиду отсутствия наследника мужского пола со смертью Моле угасла и его графская фамилия.
Кроме вышеупомянутого труда, Моле напечатал множество политических и академических речей и статей.
Он умер в семейном замке Шамплатрё в Эпине (Сена и Уаза) 23 ноября 1855 года и был похоронен в маленькой деревенской церкви.